# Dümmer (Mecklemburgo-Pomerânia Ocidental)
Dümmer é um município da Alemanha, situado no distrito de Ludwigslust-Parchim, no estado de Mecklemburgo-Pomerânia Ocidental. Tem 31,35 km² de área, e sua população em 2019 foi estimada em 1.506 habitantes.